# Leptohyphes pilosus
Leptohyphes pilosus är en dagsländeart som beskrevs av Allen och Brusca 1973. Leptohyphes pilosus ingår i släktet Leptohyphes och familjen Leptohyphidae. Inga underarter finns listade i Catalogue of Life.